# Oligosita shibuyae
Oligosita shibuyae är en stekelart som beskrevs av Ishii 1938. Oligosita shibuyae ingår i släktet Oligosita och familjen hårstrimsteklar. Inga underarter finns listade i Catalogue of Life.